# إبراهيم المقادمة
إبراهيم أحمد المقادمة (مخيم جباليا، 14 مايو 1950-مدينة غزة، 8 مارس 2003) طبيب ومفكر وعضو المكتب السياسي لحركة المقاومة الإسلامية حماس، وأحد أهم مفكري الحركة الإسلامية في فلسطين، ألف عدة كتب وكَتَبَ الكثير من المقالات السياسية والفكرية التي تدعم المقاومة ضد الاحتلال الإسرائيلي، استشهد في الثامن من مارس عام 2003م، باستهداف طائرات الاحتلال الحربية لسيارته بمدينة غزة.

## مسيرته
ولد إبراهيم المقادمة عام 1950 في مخيم جباليا للاجئين الفلسطينيين، بعد أن هاجرت إليه عائلته من بلدة بيت دراس، ثم انتقل إلى العيش في مخيم البريج وسط قطاع غزة، ثم إلى حي الشيخ رضوان بمدينة غزة، وهو متزوج وأب لسبعة من الأبناء.
أنهى تعليمه الأساسي من مدارس وكالة الغوث الدولية في مخيم جباليا وكان من أنجب الطلاب، ثم حصل على درجة الامتياز في الثانوية العامة لتأهله للاتحاق بكلية طب الأسنان في جمهورية مصر العربية عام 1968م.
عمل إبراهيم المقادمة بعد الانتهاء من الدراسة، طبيباً للأسنان في مستشفى الشفاء بمدينة غزة، ثم انتقل للعمل كأخصائي أشعة بعد أن حصل على عدة دورات في التصوير الإشعاعي، قبل أن تفصله السلطة الفلسطينية من عمله بتهمة الانتماء لحركة المقاومة الإسلامية حماس، فأنتقل للعمل بالمستشفى الخاص بالجامعة الإسلامية بمدينة غزة.

## التجربة السياسية
انضم المقادمة إلى الإخوان المسلمين في شبابه أثناء الدراسة الجامعية إلى أن أصبح من المقربين من مؤسس حركة حماس الشيخ أحمد ياسين وأحد قادة الحركة، نشط الدكتور المقادمة في الفترة الأخيرة من حياته في المجال الدعوي والفكري لحركة حماس، وأكثر من إلقاء الدروس الدينية والسياسية.
شغل المقادمة عضوية المكتب السياسي لحركة حماس، وألف العديد من الكتب، كما كَتَبَ الكثير من المقالات والدراسات في الأمن وهو داخل السجن وخارجه منها معالم في الطريق لتحرير فلسطين، ودراسة حول الوضع السكاني في فلسطين وهي بعنوان الصراع السكاني في فلسطين كما كانت له عدة دراسات في المجال الأمني.

## العمل العسكري
شكل المقادمة النواة الأولى للجهاز العسكري الخاص بالإخوان المسلمين في قطاع غزة «مجد» هو وعدد من قادة الإخوان، وعمل على إمداد المقاتلين بالأسلحة، وهو من القادة القلائل في حركة حماس الذين جمعوا بين العمل السياسي والعسكري والدعوي، كان الدكتور المقادمة من أكثر الشخصيات القيادية أخذا بالاحتياطات الأمنية في التمويه والتنكر ومن أقلهم في الظهور الإعلامي.

## الاعتقال
اعتقل الطبيب المقادمة عام 1984 للمرة الأولى بتهمة إنشاء جاهز عسكري للإخوان المسلمين في قطاع غزة وحكم عليه بالسجن ثمان سنوات قضاها في سجون الاحتلال. وفي عام 1996 اعتقلته السلطات الفلسطينية بتهمة تأسيس جهاز عسكري سري لحركة حماس في غزة وأطلقته بعد ثلاث سنوات تعرض خلالها لشتى أنواع التعذيب كما تقول حماس. وعاودت أجهزة الأمن اعتقاله أكثر من مرة.

## الاغتيال
استهدفت طائرات الاحتلال الحربية صباح السبت 8 مارس 2003، سيارته بعدة صوريخ أدت إلى استشهاد وثلاثة من مرافقيه وطفلة كانت مارة في الطريق، وفي عام 2012م، أعلنت كتائب عز الدين القسام الجناح العسكري لحركة حماس عن سر تسمية صاروخ M75 محلي الصنع والذي قصفت فيه مقر الكنيست الإسرائيلي بمدينة القدس المحتلة، ومدينة تل الربيع المحتلة وذكرت الكتائب أن حرف الM هو الحرف الأول من كلمة مقادمة وذلك تخليدًا لروح «القائد المؤسس الشهيد إبراهيم المقادمة»، وأن 75 فترمز إلى مدى الصاروخ الذي يصل من 75 كيلومترًا 80 كيلومترًا، والقادر على ضرب أواسط الكيان الإسرائيلي.

## صاروخ يحمل اسمه
أنتجت وحدة التصنيع في كتائب القسام الجناح العسكري لحركة حماس صاروخاً يحمل اسمه وهو M75 .